# ریوردیل (آیووا)
ریوردیل (به انگلیسی: Riverdale) شهری در ایالت آیووا کشور ایالات متحده آمریکا است که جمعیت آن در سرشماری سال ۲۰۱۰ میلادی، ۴۰۵ نفر بوده‌است.